# Sylvan Ebanks-Blake
Sylvan Ebanks-Blake Agustus (n. Cambridge, Cambridgeshire, Inglaterra; 29 de marzo de 1986) es un Exfutbolista inglés, que jugaba como delantero en el Chesterfield de la League One, la Tercera División de Inglaterra.

## Clubes
| Club                     | País       | Año       | Partidos | Goles |
| ------------------------ | ---------- | --------- | -------- | ----- |
| Manchester United        | Inglaterra | 2004−2006 | 2        | 1     |
| Royal Antwerp (cesión)   | Bélgica    | 2005−2006 | 9        | 4     |
| Plymouth Argyle          | Inglaterra | 2006−2008 | 74       | 23    |
| Wolverhampton Wanderers  | Inglaterra | 2007−2013 | 193      | 64    |
| Ipswich Town             | Inglaterra | 2013-2014 | 10       | 0     |
| Preston North End        | Inglaterra | 2014−2015 | 13       | 1     |
| Chesterfield             | Inglaterra | 2015−2017 | 51       | 13    |
| Shrewsbury Town (cesión) | Inglaterra | 2016−2017 | 7        | 0     |
| Telford United           | Inglaterra | 2017−2018 | 8        | 4     |
| Halesowen Town           | Inglaterra | 2018−2019 | 9        | 0     |
| Barwell                  | Inglaterra | 2018−2019 | 9        | 2     |
| Walsall Wood             | Inglaterra | 2018−2019 | 5        | 2     |

Actualizado el 13 de mayo de 2017.

## Palmarés

### Campeonatos nacionales
| Título       | Club                    | País       | Año  |
| ------------ | ----------------------- | ---------- | ---- |
| Championship | Wolverhampton Wanderers | Inglaterra | 2009 |

### Distinciones individuales
| Distinción                                                    | Año     |
| ------------------------------------------------------------- | ------- |
| Máximo goleador de la Football League Championship (23 goles) | 2007-08 |
| Máximo goleador de la Football League Championship (25 goles) | 2008-09 |